# Сюкуба
Сюкуба (яп. 宿場) — название почтовых станций в Японии периода Эдо. Станции были расположены на одной из пяти главных почтовых дорожных дорог, Гокайдо, или на одной из её подмаршрутов. Станции также иногда называются сюку-эки (яп. 宿駅, от яп. 駅 — железнодорожная станция).
Эти почтовые станции (или «почтовые города») были местами, где путешественники могли отдыхать в своём странствии по стране. Они были созданы на основе политики в области перевозки товаров верхом на лошадях, которая была разработана в периоды Нара и Хэйан.

## История
Первые почтовые станции были созданы Токугавой Иэясу сразу после его победы в битве при Сэкигахаре. Первые станции были установлены вдоль дороги Токайдо, но почти сразу же появились станции на дорогах Накасэндо и других.
Первая станция, Синагава-дзюку, появилась в 1601 году в Эдо. Она была первая из 53 станций Токайдо. Последней станцией Токайдо была станция Оцу-дзюку, созданная в 1624 году в провинции Оми.
Жилые помещения в почтовых отделениях предназначены для использования государственными служащими. В случае нехватки жилья, для этой цели использовались близлежащие города.
Маклеры, торговые посредники, в эпоху Эдо носили название тонъя. В сюкуба также находились хондзин — гостиницы для служащих лиц. Владельцы таких заведений не получали большую прибыль, однако сёгун мог помогать владельцам рисом или деньгами, что позволяло заведениям оставаться открытыми.
Хатаго (жилища для путешественников), розничные магазины, чайхана и другие заведения, могли получать прибыль и были популярны на сюкубах. Аи-но-сюку, промежуточные станции, не были официальными, однако имели множество таких же как и у сюкуба функций.
С наступлением периода Мэйдзи и распространением железнодорожного транспорта, количество путешественников, посещающих эти станции, значительно сократилось.

## Услуги на станциях
Вокруг станций вырастали поселения, в которых находились заведения, предоставляющие разные услуги. Для управления поселениями использовались тоияба — офисы, помогавшие управлять почтовыми городами. В качестве торговых посредников, маклеров, выступали тонъя. На станциях находились хондзин — жилища для государственных служащих, придворных дворян и самураев. В «ваки-хондзин» (яп. 脇本陣 — другой хондзин) могли отдыхать и простые путешественники.
В хатаго для путешественников предлагалась еда и жильё. В китин-ядо также предлагалось жильё, однако там не подавалась еда. В отяя путешественники могли купить еду, чай и алкоголь.
На сюкуба также были вывески, на которых писались декларации и указы сёгуна — косацу.